# Caracasbaai
Caracasbaai is een baai bij Curaçao grenzend aan het zuidoosten van Jan Thiel, een wijk in het zuidoosten van Willemstad. De baai ligt tussen de Jan Thielbaai in het westen en het Spaanse Water in het oosten.
De Caracasbaai heeft langs de noordelijke en de oostelijke kant een smal en langgerekt strand. Ten oosten van de Caracasbaai staat op een schiereiland Fort Beekenburg, waarnaast een afgezonderd strandje ligt, Baya Beach.
Het strand biedt relatief weinig faciliteiten. Er staat een restaurantje in de hoek tussen de noordelijke en de oostelijke kant en er staan op de noordelijke kant enkele bankjes met zonneschermen naast het restaurantje. De oostelijke kant is voorzien van palmbomen, die schaduw bieden. Het strand bestaat voornamelijk uit grof zand met kleine stukjes schelp. Op de oostelijke kant is het strand op veel plaatsen met een strook van grove kiezelstenen of kleine rotsen afgescheiden van het water. Het kalme water is populair bij snorkelaars en duikers, want hier begint het koraalrif vrij direct naast het strand, met name op het oostelijke gedeelte.